# وزارة الطاقة (باكستان)
وزارة الطاقة الباكستانية (بالأردوية: وزارت توانائی)‏، و(المختصرة بالانجليزية كـ: MoE ) هي وزارة تنفيذية تابعة للحكومة الفيدرالية الباكستانية مكلفة بتنفيذ سياسة الطاقة الوطنية وإنتاج الطاقة ونقل الكهرباء في جميع أنحاء البلاد في باكستان .
تنقسم وظائف وزارة البيئة إلى قسمين: البترول والطاقة – كل منهما مستقل عن مهامه وأهدافه. وتشرف وزارة البيئة على توليد الطاقة الكهرومائية المحلية بشكل عام، وإنتاج النفط والطاقة عن طريق مصادر الطاقة البديلة، والحفاظ على الطاقة .
ويرأس وزارة الطاقة وزير منتخب للطاقة يساعده وزير الدولة (نوابه) وأمناء كل قسم لتنفيذ سياسات الوزارة وأعمالها.

## الطاقة
- مجلس تنمية الطاقة البديلة
- الوكالة المركزية لشراء الطاقة (CPPA)
- الخدمات الهندسية الوطنية باكستان
- الشركة الوطنية للنقل والإرسال
- الهيئة الوطنية لتنظيم الطاقة الكهربائية
- مجلس الطاقة والبنية التحتية الخاص (PPIB)
- شركة تكنولوجيا المعلومات الطاقة
- هيئة تنمية المياه والطاقة
  - شركة باكستان للطاقة الكهربائية

## أنظر أيضا
- سياسة الطاقة في باكستان
- وزير البترول الباكستاني